# Boccace raconte
Pour plus de détails, voir Fiche technique et Distribution.
Boccace raconte (Boccaccio) est un film franco-italien réalisé par Bruno Corbucci, sorti en 1972.

## Fiche technique
- Titre français : Boccace raconte
- Titre original : Boccaccio
- Réalisation : Bruno Corbucci
- Scénario : Mario Amendola et Bruno Corbucci
- Photographie : Luigi Kuveiller
- Musique : Carlo Rustichelli
- Montage : Eugenio Alabiso
- Producteur : Dino De Laurentiis
- Pays de production :  Italie et  France
- Format : couleur
- Genre : comédie érotique
- Durée : 102 min
- Dates de sortie : 
  - Italie : 29 mars 1972

## Distribution
- Lino Banfi : Ignazio
- Alighiero Noschese : Lambertuccio De Cecina
- Enrico Montesano : Buffalmacco
- Sylva Koscina : Fiametta
- Isabella Biagini : Ambrugia
- Mario Carotenuto : Nicola
- Bernard Blier : Docteur Mazzeo
- Guido Celano : Anselmo
- Pascale Petit : Giletta
- Rosita Pisano : Mannocchia
- Pia Giancaro : Monna Lisa
- María Baxa : Tebalda
- Raymond Bussières : Cagastraccio
- Hélène Chanel : Princesse de Civigni
- Franca Dominici : Perdicca
- Sandro Dori : Nicostrato
- Andrea Fabbricatore : Calandrino
- Pippo Franco : Bruno
- Mario Donatone : Luigio
- Antonia Santilli : La fille dans la baignoire